# نظر محمد
نظر محمد (به انگلیسی: Nazr Mohammed) متولد ۱۹۸۵ در شیکاگو بازیکن حرفه‌ای بسکتبال ان بی ای است که برای شیکاگو بولز توپ میزند. این سنتر با ۲۰۶ سانتیمتر قد از مدافعین مطرح لیگ ان بی ای است که یکبار با تیم سن انتونیو اسپرز در سال ۲۰۰۵ به قهرمانی رسید. او در پلی آفس سال ۲۰۱۳ با خطای عمد روی لبران جیمز جنجال آفرید.